# More Fire
More Fire – szósty album studyjny Capletona, jamajskiego wykonawcy muzyki reggae i dancehall.
Płyta została wydana 16 maja 2000 roku przez nowojorską wytwórnię VP Records (za dystrybucję w Europie odpowiadał label Heartbeat Records). Produkcją nagrań zajęli się Herbie Miller, Chris Chin oraz Joel Chin.
3 czerwca 2000 roku album osiągnął 3. miejsce w cotygodniowym zestawieniu najlepszych albumów reggae magazynu Billboard (ogółem był notowany na liście przez 29 tygodni).

## Lista utworów
1. "Fire Chant (Intro)"
2. "Danger Zone"
3. "The More Dem Try"
4. "Conscience Ah Heng Dem (Interlude)"
5. "Who Dem?"
6. "Good in Her Clothes"
7. "More Prophet"
8. "Hunt You"
9. "Jah Jah City"
10. "Prophet's Philosophy (Interlude)"
11. "Critics"
12. "Final Assassin (On a Mission)"
13. "Bun Dung Dreddie"
14. "Hands Off"
15. "Boost No War"
16. "Stand Tall"
17. "Pure Sodom"
18. "Love Is Coming at You" feat. Anthony Red Roze, Anthony Malvo & Terry Linen
19. "Witness"
20. "Glorify"

## Twórcy

### Muzycy
- Capleton – wokal
- Terry Linen – wokal (gościnnie)
- Anthony Malvo – wokal (gościnnie)
- Anthony Red Roze – wokal (gościnnie)
- Lloyd "Gitsy" Willis – gitara
- Michael Williams – gitara basowa
- Donald "Bassie" Dennis – gitara basowa
- Robbie Shakespeare – gitara basowa
- Sly Dunbar – perkusja
- Cleveland "Clevie" Browne – perkusja
- Herman "Bongo Herman" Davis – perkusja
- Melbourne "George Dusty" Miller – perkusja
- Paul "Jazzwad" Yebuah – instrumenty klawiszowe
- Wycliffe "Steely" Johnson – instrumenty klawiszowe
- Paul "Computer Paul" Henton – instrumenty klawiszowe
- Paul "Wrong Move" Crossdale – instrumenty klawiszowe
- Dean Fraser – saksofon

### Personel
- Stuart "African Star" Brown – inżynier dźwięku, miks
- Ricky "Mad Man" Myrie – miks
- Paul Shields – mastering
- Joel Chin – mastering